# 3082 Джаліл
3082 Джаліл (3082 Dzhalil) — астероїд головного поясу, відкритий 17 травня 1972 року.
Тіссеранів параметр щодо Юпітера — 3,400.